# Dirceu Quintanilha
Dirceu Quintanilha (Rio de Janeiro, 18 de julho de 1918 – Rio de Janeiro, 5 de julho de 1994), foi um poeta, escritor, pintor e médico psicanalista brasileiro.

## Biografia

Em 1963.

Filho de mãe francesa e pai brasileiro (Bertha Aubertie e Raphael Corrêa Alves Quintanilha), iniciou muito cedo suas
atividades literárias. Bacharelou-se em Ciências e Letras pelo Externato Pedro II, formando-se, logo após, em Medicina, pela Faculdade de Medicina e Cirurgia do Rio de Janeiro. Diretor do Instituto de Pesquisas Educacionais, onde retomou os trabalhos de Artur Ramos e as escolas experimentais de Anísio Teixeira. Psiquiatra, procurou ampliar seus horizontes ingressando na Sociedade Brasileira de Psicanálise do Rio de Janeiro, obtendo o título de Psicanalista. Foi membro-fundador da primeira Sociedade Brasileira de Psicoterapia de Grupo criada no Brasil, chefe do Serviço Médico do Teatro Municipal do Rio de Janeiro e pertenceu ao extinto Centro de Estudos Médicos. No campo da Biologia, descobriu a técnica da “Prova do Limiar Hemolisante”, trabalho apresentado ao citado Centro de Estudos e, posteriormente, publicado. Vários artigos em revistas médicas, sobretudo na Revista Brasileira de Psicanálise, onde apresentou trabalho de pesquisa sobre a tradução feita por Freud do livro de Charcot: “Leçons du Mardi”.Nesse trabalho tentou provar, através do prefácio da edição alemã e de notas de pé de página, que o descobridor da Psicanálise intuía o inconsciente, muito antes de suas descobertas. Foi Vice-Presidente do Diretório Regional do Partido Republicano do antigo Distrito Federal, na época em que Artur Bernardes desenvolveu campanha nacionalista. Candidatou-se a Deputado Federal pelo citado partido, obtendo expressiva votação. Como jornalista esteve em vários países da América do Sul, escrevendo artigos para jornais brasileiros. Da Argentina, manifestava-se contra a ditadura ali instalada. Durante algum tempo manteve coluna de crítica no jornal Diário Carioca. Por vários anos apresentou o programa “Momento de Poesia”, pela Rádio Roquette Pinto, no qual divulgava poesia brasileira e estrangeira.
Pintor autodidata, participou do Salão Nacional de Arte Moderna. Prêmio Isenção de Júri no Salão de Arte Moderna de Brasília. Prêmio de Viagem do I Salão de Artes Plásticas da A.B.I. Fez parte do I Salão Nacional do Pequeno Quadro (Galeria Guignard – Belo Horizonte). Acervo no Museu Nacional de Belas Artes e incluído no I Catálogo Brasileiro de Pintura daquele Museu. Único artista brasileiro a integrar a Coletiva Mundial da “Lisson Gallery”, Londres. Várias mostras coletivas e individuais. É verbete das seguintes obras referenciais: “Enciclopédia Delta Larousse”, “Primeiro Dicionário Brasileiro das Artes Plásticas do Brasil”, de Roberto Pontual, “Dicionário Brasil e Brasileiros de Hoje”, “Dicionário Literário Brasileiro”, “Dicionário de Escritores Cariocas”, edição do 4º Centenário da Cidade do Rio de Janeiro, “Who`s Who”, “Dicionário Crítico da Literatura Infantil/Juvenil Brasileira (l882/l982)”, de Nelly Novaes Coelho, “Enciclopédia de Literatura Brasileira”, MEC/OLAC.
Era muito jovem quando publicou seu primeiro livro de poesia e, desde então, desenvolveu intensa atividade literária: vários volumes de poesia, contos, novelas, ensaio, teatro, estreando no romance com “Adágio do Cisne Negro”. Sua peça “Momento de Pedra” foi apresentada em Belo Horizonte, no I Festiminas, e, em Oliveira (Minas Gerais), pelo Grupo Abertura, no Festival de Teatro Amador, 1976. Na Europa, colheu material utilizado na novela “Viagem ao Impossível”. Seu livro “Novos Mundos em Vila Teresa” obteve o Prêmio Afonso Arinos da Academia Brasileira de Letras. Foi o primeiro escritor brasileiro a publicar obra de ficção sobre a guerra na Itália, com o livro “Somos os Mortos”. Colaborou em vários jornais e revistas, como “Dom Casmurro”, “Revista Branca”, “Suplemento Literário do Correio da Manhã”, “Suplemento Literário do Diário de Notícias”, “A Manhã”, “Revista da Semana”, “Suplemento Destaque” do Jornal de Minas, “Suplemento Literário do Estado de Minas Gerais”, “Correio das Artes”, de João Pessoa etc. Na “Revista da Semana” obteve o primeiro lugar em concurso de contos. “Mansão do Sem-Fim”, livro editado em 1976, foi adotado em diversos estabelecimentos de ensino de 2º Grau, da cidade do Rio de Janeiro, nos quais o autor proferiu conferências sobre literatura. Por sua temática em “Somos os Mortos” foi incluído, entre outros ficcionistas, no livro de crítica, “A Verdade da Ficção”, de Antonio Olinto.
Participou da Exposição de Poesia Brasileira da cidade de Lobito, Angola. Com a poeta Kátia Bento, sua companheira, revisou toda sua obra poética no volume “Aridez Prevista (Cantologia)”. Não satisfeito, sintetizou em “Poesia”, livro de proporções mínimas, o essencial, escrito durante mais de vinte e cinco anos. Foi membro-fundador do Clube do Escritor, São Paulo e da Academia de Letras do Estado do Rio de Janeiro, onde ocupou a cadeira nº 9, Patrono Fagundes Varela. Foi Acadêmico Titular do Centro Cultural de Felgueiras, Portugal e participou do Movimento Pirata, de Recife.
Embora bastante conhecido em sua época, Dirceu Quintanilha não se considerava escritor popular. Por outro lado, sempre foi bem conceituado pela crítica em geral. O mais importante para ele era a criação. Achava fator positivo a insatisfação do artista diante do já realizado. Reiterava: “A arte é um processo dinâmico. A última produção termina com o próprio artista, que poderia dar muito mais de si próprio, se a eternidade fosse possível”.
Dirceu Quintanilha faleceu a 5 de julho de 1994 na cidade do Rio de Janeiro. Seu acervo se encontra no Arquivo Nacional e seus restos mortais na Catedral Metropolitana de São Sebastião, na mesma cidade, onde nasceu a 18 de julho de 1918.

## Obras Publicadas

### Poesia
- Canções  dos Mares do Sul - capa de Orlando Mattos, prefácio de Álvaro Moreyra Ed. Pongetti, 1944.
- Roteiro Perdido - Ed. Pongetti, 1945.
- A Inútil Espera - capa de Santa Rosa, Ed.Pongetti, 1950.
- A Outra Face do Tempo - capa de E. Bianco, Ed.Pongetti, 1953.
- Tempo Interior - (15 Anos de Poesia), Ed. Revista Branca, 1959.
- A Ilha do Tempo - Serviço de Documentação do MEC, 1963.
- Poemas - Ed. Pongetti, 1963.
- Cancioneiro - Ed. Pongetti, 1967.
- Momento de Poesia - Ed. Pongetti, 1968.
- Autos do Processo Solidão - Ed. Pongetti, 1978.
- Apenas Memória - Ed. Pongetti, 1971.
- Aridez Prevista - (Cantologia), reunião dos livros anteriores, esgotados, Ed. Cátedra, 1972.
- O Anti-Vôo das Gaivotas - Ed. Cátedra, 1974.
- Poesia - (Síntese Poética), Ed. Cátedra, 1976.
- Pá de Cal - Ed. Fontana.
- Cais Vazio - Ed. Pirata, 1980.
- Seis Poemas - Ed. Pirata, 1980.
- Arquiteto do Silêncio - Ed. Fontana, 1981.
- Sumo - Ed. Fontana, 1982.
- Vala Comum - capa de Anna Carolina, Ed. Haibã, 1982.
- O Incriado
- Revangelho - Ed. Haibã, 1983.

### Ficção
- Somos os Mortos - novela, Ed. Pongetti, 1959 “2ª edição, Ed. Fontana, 1980”.
- A Ilha da Angústia - novela, Ed. Pongetti, 1962.
- Novos Mundos em Vila Teresa - (Prêmio Afonso Arinos da ABL), novela, Ed. Pongetti, 1962.
- Adágio do Cisne Negro - romance, Ed. Pongetti, 1963 “2ª edição, Ed. Fontana, 1981”.
- Viagem ao Impossível - novela, Ed. Pongetti, 1971.
- Contos e Novelas - (Reunião de Novelas anteriores), Ed. Pongetti, 1972.
- Mansão do Sem-Fim - novela, Ed. Cátedra, 1976.
- O Sobrevivente - novela, Ed. do Escritor, 1978 “2ª edição, Ed. Pirata, 1981”.
- Pé de Guerra - literatura infantil, Ed. Comunicação, 1979.

### Outras
- A Luta Contra o Aniquilamento - (A Criação Artística) Ensaio, Ed. Pongetti, 1971.
- Momento de Pedra - Teatro, Ed. Pongetti, 1968.
- Prova do Limiar Hemolisante - (Diagnóstico dos Cilindros Granulosos na Hematúria Macroscópica) Trabalho Científico de Bio-Química. Sociedade de Estudos Médicos do RJ. Secretaria de Saúde e Assistência, 1948.
- Notas à Margem de Um Prefácio - Separata da Revista Brasileira de Psicanálise, Vol. 1 – nº 4 1968.

### Em Antologias
- Antologia da Nova Poesia Brasileira - Ed. Vecchi, 1948.
- Antologia de Contos da Revista Branca - Revista Branca, 1949.
- Panorama do Conto Brasileiro - (Volume 7 – Contistas Cariocas) Ed. Civilização Brasileira, 1959.
- 15 Contam Histórias - Dep. Cultural da ABBR – Ed. Beneficente, 1962.
- Antopoé - Ed. do Escritor, 1978.
- Em Revista 5 - Ed. do Escritor, 1978.
- A Presença do Conto - Ed. do Escritor, 1979.
- Carne Viva - Ed. Anima, 1984.

## Prêmios
- Prêmio Afonso Arinos da Academia Brasileira de Letras com o livro "Novos Mundos em Vila Teresa"[3]
- Primeiro Lugar no Concurso de Contos da Revista da Semana
- Prêmio Isenção do júri do Salão de Arte Moderna de Brasília
- Prêmio de Viagem do I Salão de Artes Plásticas da A.B.I.